# КрАЗ-250
КрАЗ-250 (англ. KrAZ-250) — вантажний автомобіль представлений компанією АвтоКрАЗ у 1978 році з колісною формулою 6х4 вантажопідйомністю 14,6 тонн з дизелем ЯМЗ-238 (240 к. с.). Вперше дослідний екземпляр КрАЗ-250 з кабіною від ЗІЛ-130 представили в 1961 році, пізніше з'явився автомобіль з кабіною від Урал-377, але в кінцевому результаті АвтоКрАЗ розробив свою кабіну.
Слід зазначити, що бортова платформа на шасі КрАЗ-250 — рідкість: він частіше служить для установки кранів, бетонозмішувачів, підйомників. Була також модифікація КрАЗ-250 з підкатною четвертою віссю (в результаті вийшов автомобіль колісної формули 8х4).
Внаслідок проведених модернізацій постійно змінювався зовнішній вигляд автомобіля. Можна виділити три основних варіанти рішення передка автомобіля: 1 — «об'ємні» крила, фари і поворотники розташовані в бампері, 2 — «звичайні» крила, бампер колишній; 3 — бампер з квадратними фарами, а також нові ручки дверей і стійки дзеркал.
КрАЗ-250 послужив згодом базою для багатьох модифікацій, у тому числі — сідлових тягачів КрАЗ-250В та КрАЗ-6443, шасі КрАЗ-65053 та КрАЗ-65101, самоскидів КрАЗ-65055 та КрАЗ-6510.

## Характеристики[1]

### Кабіна і кузов
Кабіна суцільнометалева тримісна, створена відповідно до державних стандартів ГОСТ СРСР і відповідала стандартам РЕВ і ЄЕК ООН, оснащена радіостанцією.
Конструкція бортової платформи КрАЗ-250 відрізнялася від платформи КрАЗ-257 металевими боковими бортами з гнутого профілю і зміненими запорами бортів.

### Двигун
Мод. ЯМЗ-238М2, дизель, V-подібний (90°), 8-цил, 130×140 мм, 14,86 л, ступінь стиску 16,5, порядок роботи 1-5-4-2-6-3-7-8, потужність 176 кВт (240 к.с.) при 2100 об/хв, крутний момент 883 Нм (90 кгс·м) при 1250—1450 об/хв. ТНВД — восьмисекційні, золотникового типу, з паливним насосом низького тиску, муфтою випередження вприскування палива і всережимним регулятором частоти обертання. Форсунки — закритого типу. Повітряний фільтр — сухий зі змінним фільтрувальним елементом та індикатором засміченості. Двигун оснащений передпусковим підігрівачем ПЖД-44МБУ теплопродуктивністю 32 000 ккал/год.

### Трансмісія
Зчеплення моделі ЯМЗ-238, двухдисковое, з периферійними пружинами, привід вимикання — механічний. Коробка передач — мод. ЯМЗ-2 36Н, 5-ступінчаста, з синхронізаторами на II, III, IV та V передачах, передатні числа: I — 5,26; II — 2,90; III — 1,52; IV — 1,00; V — 0,66; зх — 5,48. Роздаточна коробка — 2-ступінчаста, з міжосьовим диференціалом, що блокується. Перемикання передач роздавальної коробки — механічне, включення блокування диференціала — пневматична, передатні числа — вища передача — 1,23, нижча — 2,28. Є три карданних передачі: коробка передач — роздаточна коробка; роздавальна коробка — середній міст, роздаточна коробка — задній міст (два карданних вала з проміжною опорою). Головна передача провідних мостів — подвійна з конічними спіральними і циліндричних прямозубих шестернями. Передатне число 8,21.

### Колеса і шини
Колеса — бездискові, обід 8.5В-20, кріплення — 6 болтами з притисками. Шини 11.00R20 (300R508) мод. І-68А, тиск повітря в передніх шинах 7,5, задніх — 6,0 кгс/см². Число коліс 10+1.

### Підвіска
Передня — на двох напівеліптичних ресорах з амортизаторами, кінці корінних аркушів встановлені в гумових подушках опорних кронштейнів; задня — балансирна, на двох півеліптичних ресорах, з шістьма реактивними штангами, кінці ресор — що ковзають.

### Гальма
Робоча гальмівна система — з барабанними механізмами (передні — діаметр 420, ширина накладок 100 мм; задні — діаметр 440, ширина накладок 140 мм, разжим — кулачковий), двоконтурним пневматичним приводом (один контур на передній і середній мости, другий — на задній міст). Гальмо стоянки — трансмісійний, барабанний, з механічним приводом, встановлений на вихідному валу роздавальної коробки, діє на задній міст. Запасний гальмо — один з контурів робочої гальмівної системи. Допоміжний гальмо — моторний сповільнювач з пневмоприводом. Привід гальм причепа — комбінований (двох-і одноприводний). Є вологовідділювач з термодинамічної очищенням стисненого повітря від вологи та спиртової запобіжник проти замерзання конденсату.

### Рульове управління
Рульовий механізм — гвинт і кулькова гайка-рейка, що знаходиться в зачепленні з зубчастим сектором. Гідравлічний підсилювач впливає на поздовжню рульову тягу, складається з силового циліндра і розподільника. Передатне число рульового механізму 23,6. Тиск масла в підсилювачі до 70 кгс / см².

### Електрообладнання
Напруга 24 В, ак. батарея 6СТ-1 82 (2 шт.), генератор Г288-Е з регулятором напруги 1112.3702, стартер 25.3708-01 або СТ103А-01.

### Заправні об'єми та рекомендовані експлуатаційні матеріали
- Паливні баки — 2×165 л. диз. паливо;
- система охолодження з підігрівачем — 48л, вода, тосол А-40 або А-65;
- система мастила двигуна — 32л, при температурах вище +5 °С — М-10В2, при температурах нижче +5 °С — М-8В2;
- коробка передач — 5,5 л, ТСп-15К, при температурах нижче мінус 30 °С суміш 85 % ТСп-15К і 15 % диз.паливо А або З;
- роздавальна коробка — 11 л, ТСп-15К (замінник — ТАп-15В), при температурах нижче мінус 25 °С-ТСп-10 (замінник-суміш 85 % ТАп-15В або ТСп-15К і 15 % диз. палива А або W);
- картери середнього та заднього мостів 2x12 л, ТАп-15В (замінник — ТСп-15К), при температурах нижче мінус 25 °С — ТСп-10 (замінник-суміш 85 % ТСп-15К або ТАп-1 5В і 1 5 % диз. палива А або 3);
- картер рульового механізму — 1 2,25 л, масла для картерів провідних мостів;
- гідропідсилювач рульового управління — 3,9 л, масло марки Р (замінник — масло АУ), влітку — масло І20А, при температурах нижче мінус 25 °С — ВМГЗ;
- амортизатори — 2x0, 85 л, рідина амортизаторная АЖ-12Т (замінник — масло АУ);
- запобіжник проти замерзання конденсату в гальмах — 0,18 л, технічний етиловий спирт.

## Модифікації автомобіля

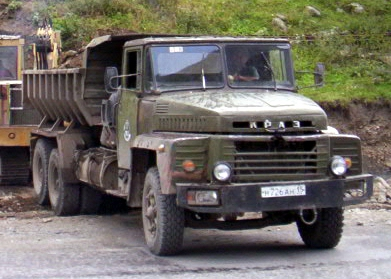
КрАЗ-250 самоскид

- КрАЗ-250 — базова модель. Випускався з 1978 року.
- КрАЗ-250В — сідловий тягач. Відрізняється сідлом і укороченою в задній частині рамою (колісна база 4080+1400 мм).
- КрАЗ-251 — дослідний 14-тонний самоскид.
- КрАЗ-252 — дослідний сідловий тягач.